# خیابان امیرکبیر

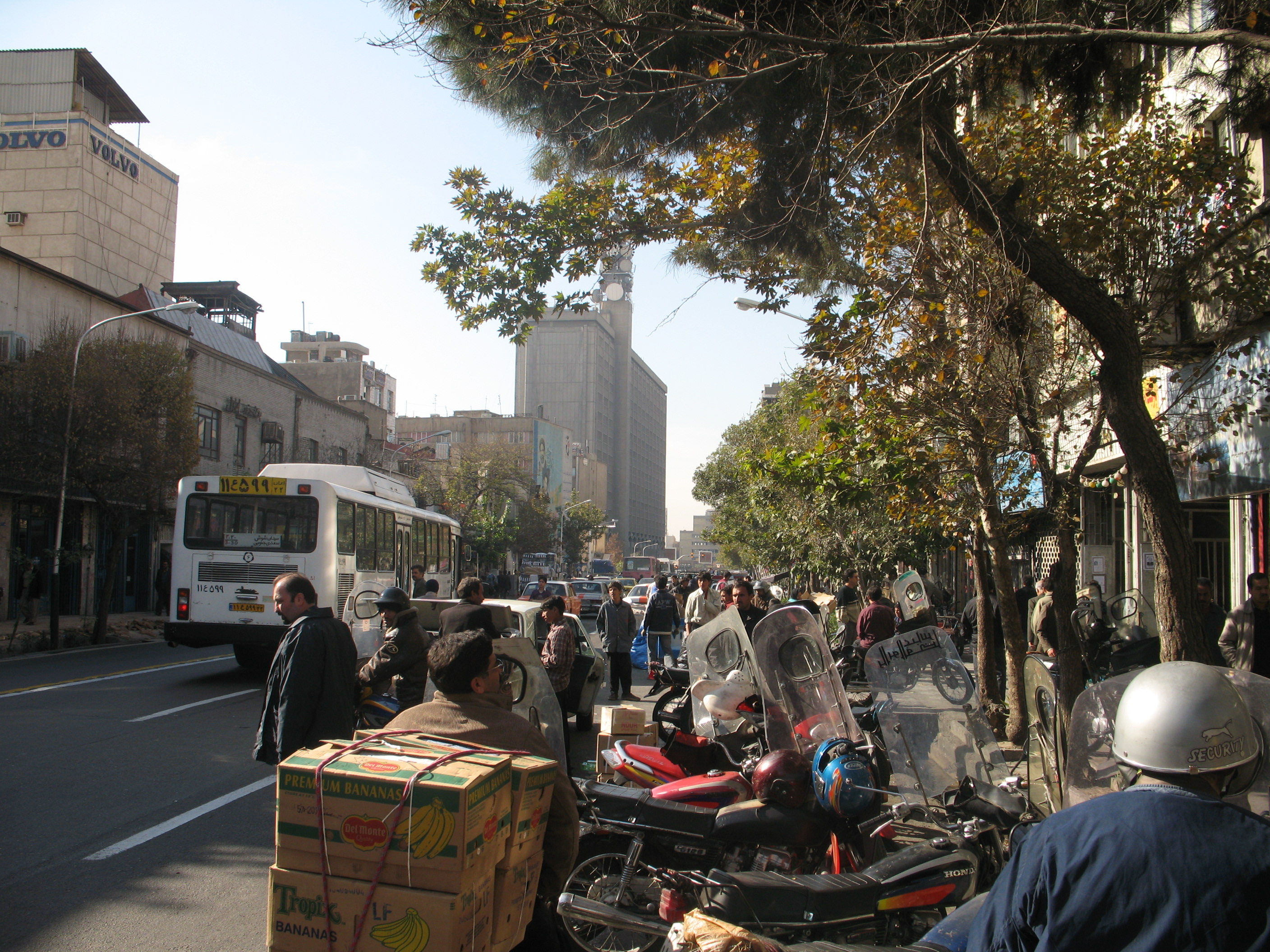
نمایی از خیابان امیرکبیر در تهران، ایران - ۱۳۸۶

خیابان امیرکبیر، با شماره‌گذاری معابر خیابان ۲۸۶ تهران، که در گذشته با نام‌های خیابان چراغ‌برق و پیش از آن چراغ‌گاز شناخته می‌شد، یکی از خیابان‌های تاریخی و مهم شهر تهران است که در دوره قاجار، نخستین خیابان دارای روشنایی مصنوعی در پایتخت بود.
این خیابان از میدان توپخانه در غرب آغاز و پس از گذر از خیابان سعدی جنوبی، خیابان ملت، خیابان پامنار، خیابان مصطفی خمینی (چهارراه سرچشمه) و خیابان ری (سه‌راه امین‌حضور) تبدیل به تونل امیرکبیر شده و در نهایت به خیابان ۱۷ شهریور در شرق منتهی می‌شود.

## تاریخچه

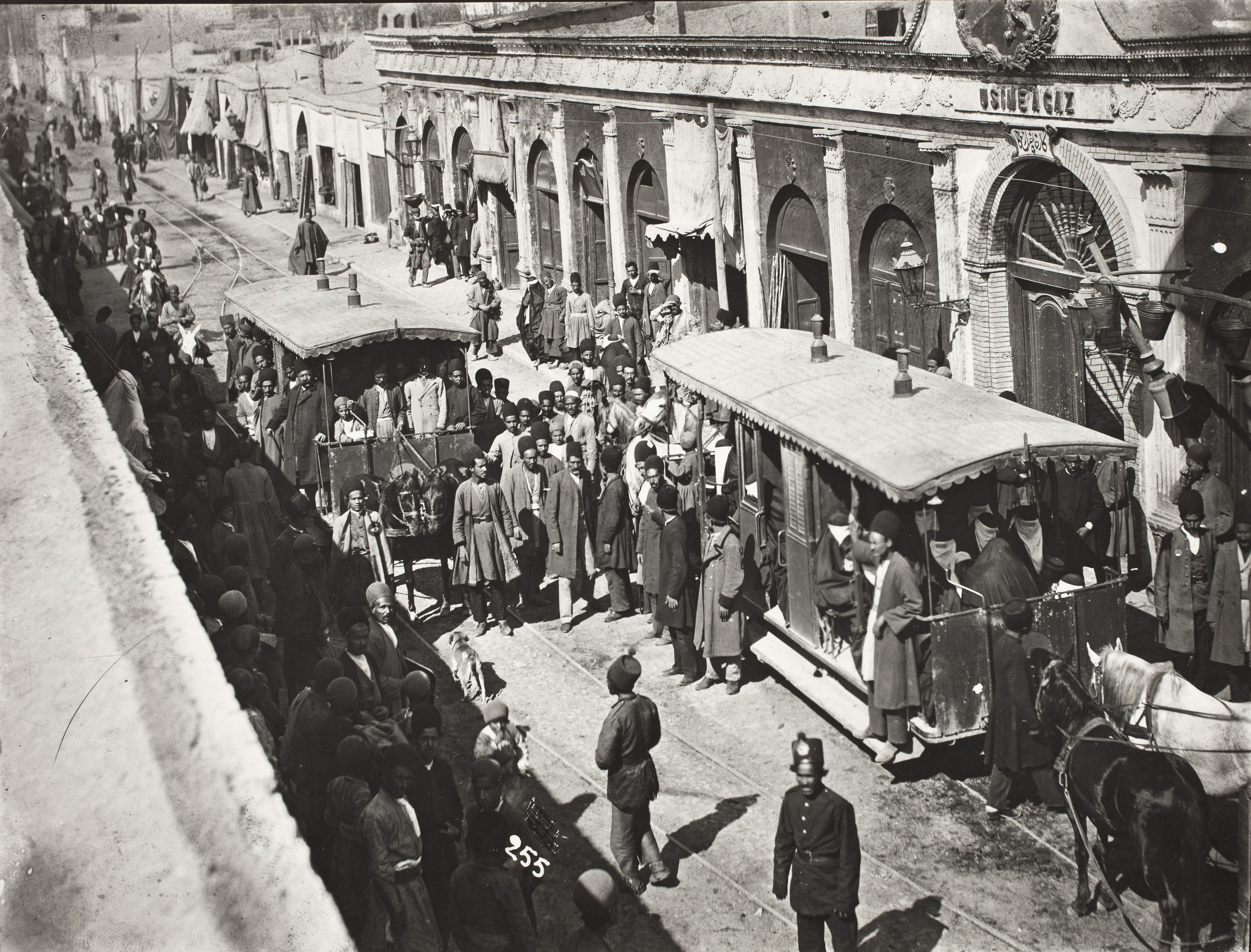
عکس از کارخانه گاز و خیابان چراغ‌گاز (امیرکبیر فعلی) در حدود سالهای ۱۲۶۰. این کارخانه به فرمان ناصرالدین شاه قاجار و به همت میرزا حسین‌خان سپهسالار، صدراعظم تجددخواه ایران، در این خیابان تأسیس شد تا از طریق تولید گاز استیلن از کاربید، خیابان‌های ناصریه (ناصر خسرو)، باب‌همایون و باغ اندرونی کاخ گلستان را روشن کند. به همین دلیل، این خیابان ابتدا چراغ‌گاز نام گرفت. عکس از آنتوان سوریوگین (۱۲۰۹ – ۱۳۱۲ خورشیدی).

در دوران ناصرالدین‌شاه قاجار، تصمیم گرفته شد که ارگ سلطنتی و خیابان‌های اطراف آن، همانند شهرهای اروپایی، به روشنایی مجهز شوند. در نتیجه، کارخانه‌ای به همت میرزا حسین‌خان سپهسالار، صدراعظم تجددخواه ایران، در این خیابان تأسیس شد تا از طریق تولید گاز استیلن از کاربید، خیابان‌های ناصریه (ناصر خسرو)، باب‌همایون و باغ اندرونی کاخ گلستان را روشن کند. به همین دلیل، این خیابان ابتدا چراغ‌گاز نام گرفت.

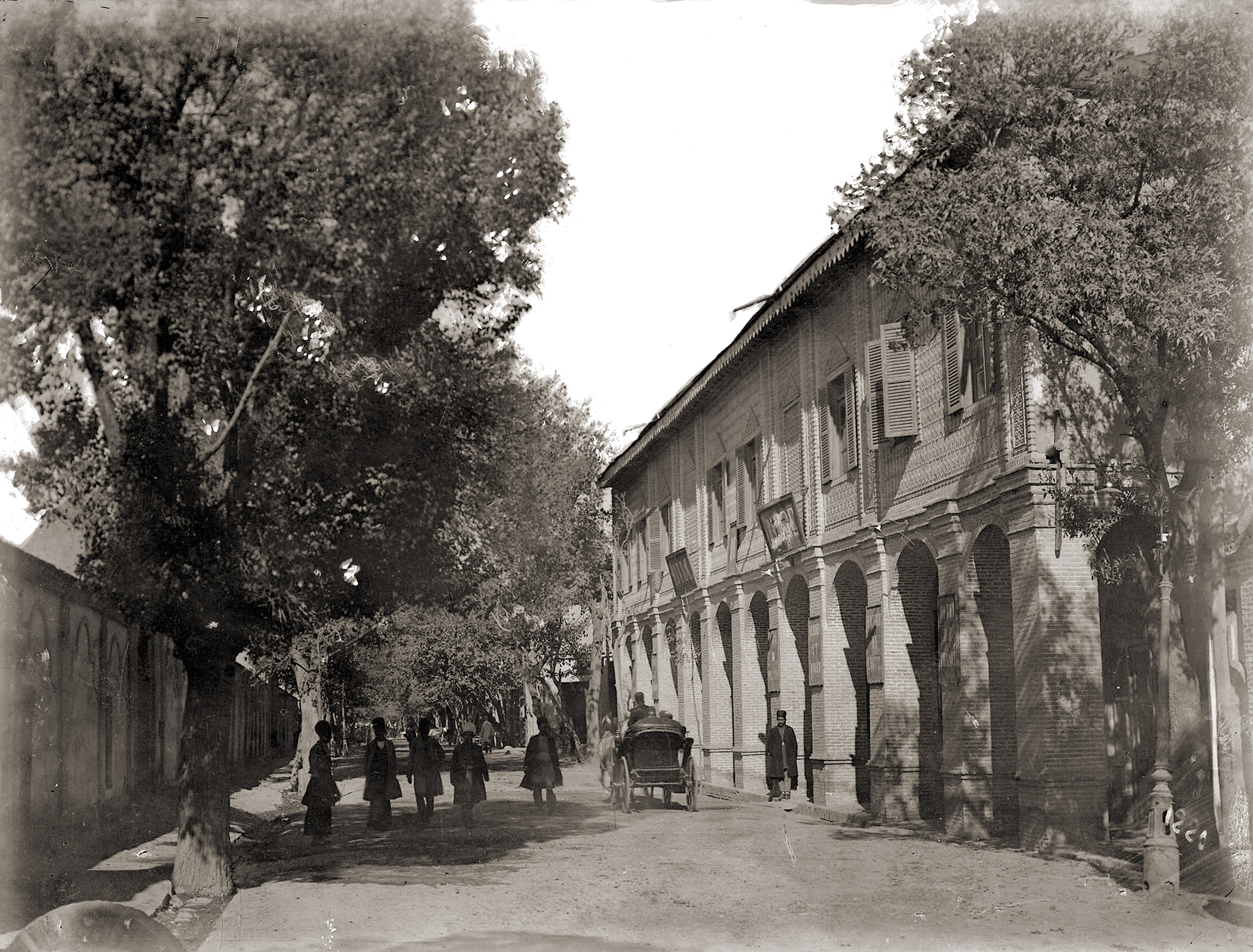
عکس از خیابان چراغ‌برق (امیرکبیر فعلی)، که پیش از آن به نام خیابان چراغ‌گاز شناخته می‌شد، در حدود سالهای ۱۲۹۰. این کارخانه به فرمان مظفرالدین شاه و به همت محمدحسین امین‌الضرب، بازرگان سرشناس، با خرید تجهیزات از روسیه، در این خیابان تأسیس شد. این خیابان عنوان نخستین خیابان برق‌دار تهران را به خود اختصاص داده است و همچان به عنوان خیابان چراغ‌برق نیز شناخته می‌شود. عکس از آنتوان سوریوگین (۱۲۰۹ – ۱۳۱۲ خورشیدی).

با گذشت زمان و در دوره مظفرالدین‌شاه قاجار، حاج محمدحسن امین‌الضرب، بازرگان سرشناس ایرانی، تصمیم به توسعه این سیستم گرفت. او در سفری به روسیه، تجهیزات یک کارخانه برق را خریداری کرد و در تهران راه‌اندازی نمود. این کارخانه در شهریور ۱۲۵۸ خورشیدی تأسیس شد. با این اقدام، خیابان چراغ‌گاز به چراغ‌برق تغییر نام داد و عنوان نخستین خیابان برق‌دار تهران را به خود اختصاص داد. امین‌الضرب به دلیل این اقدام، به پدر برق ایران معروف شد.

### واکنش مردم
ورود برق به خیابان چراغ‌برق، با مخالفت برخی از مردم روبه‌رو شد. برخی بر این باور بودند که برق، کار شیطان است و نباید به آن اعتماد کرد. در نتیجه، برخی افراد لامپ‌ها را می‌شکستند و سیم‌ها را قطع می‌کردند. این روند تا سال ۱۳۰۶ خورشیدی ادامه داشت، تا اینکه با ورود نیروگاه‌های بخار از اروپا، سیستم برق‌رسانی پایدارتر شد و روشنایی خیابان‌ها برای همیشه برقرار ماند.

### در دوره پهلوی
در دوران رضاشاه پهلوی و سپس محمدرضا شاه این خیابان توسعه یافت و یکی از نمادهای تجدد در ایران شناخته شد. این خیابان که در گذشته کم‌عرض و پرپیچ‌وخم بود، تعریض گردید و ساختمان‌های تجاری جدیدی در آن ساخته شد. چراغ‌برق، به دلیل موقعیت خاص خود، به یکی از مهم‌ترین مراکز تجاری و صنعتی تهران تبدیل شد. شرکت‌های خودروسازی از جمله شورلت و فورد، در این خیابان نخستین نمایندگی‌های خود را تأسیس کردند و نیز کاروانسراهای قدیمی این خیابان به گاراژهای خودرو تغییر کاربری دادند.

### خیابان امیرکبیر
این خیابان در سال ۱۳۲۷ خورشیدی، به پاس خدمات میرزاتقی‌خان امیرکبیر در جهت توسعه ایران، به نام خیابان امیرکبیر نام گذاری شد.